# Marrubium vulgare
Marrubium vulgare, llamado marrubio, hierba del sapo o toronjil cuyano, es una planta herbácea de la familia de las Lamiaceae. Su nombre científico deriva del hebreo {mar} (amargo) y {rob} (jugo).

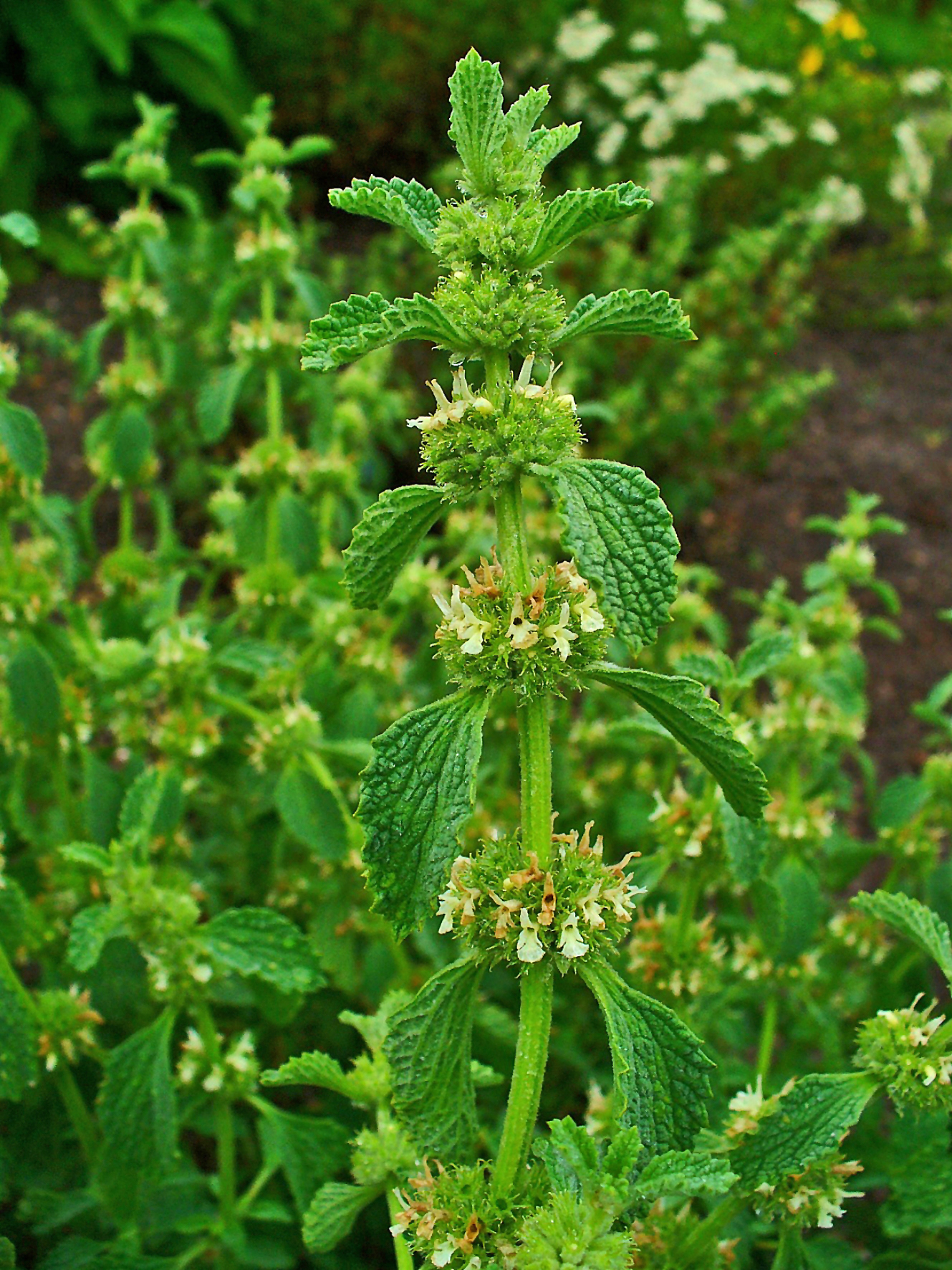
Vista general de la planta en flor.

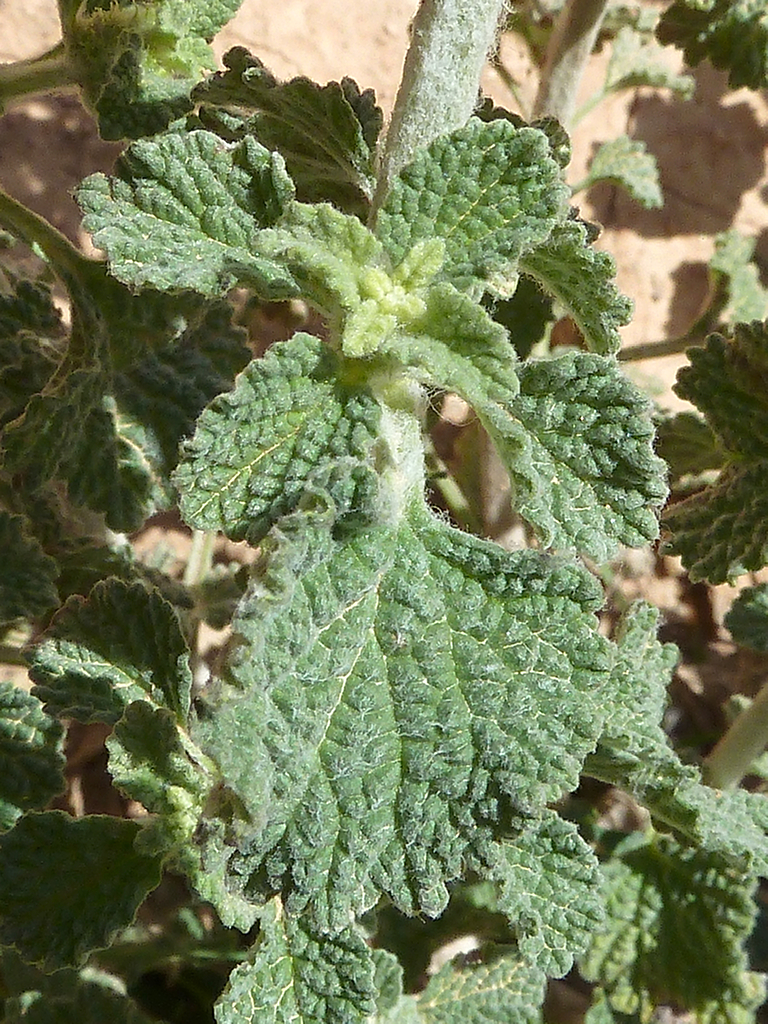
Hojas profundamente surcado-reticuladas y peludas.

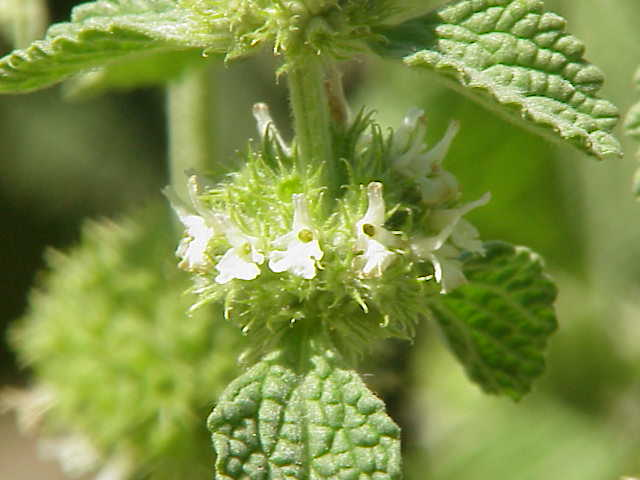
Verticilastro.

## Descripción
Es una planta herbácea perenne sufruticosa, de base algo leñosa y tallo con sección redondeada o cuadrangular de 15-80cm de altura, frecuentemente ramificado, con indumento más o menos denso, grisáceo. Las hojas, de 2-7 por 1-4cm, son pecioladas, irregularmente dentadas, profundamente surcado-reticuladas de aspecto crespo, peludas, rugosas por el haz y con nervios marcados por el envés. Las inflorescencias se organizan en verticilos globulares densos de flores de cáliz medio centimétrico de garganta muy pelosa, con 6-12 dientes y de corola bilabiada de color blanquecino o crema, con tubo de 3,5-5 mm, labio superior bífido de 2-3,5 mm con 2 lóbulos alargados, y el labio inferior trilobulado de 2-3,5 mm con el lóbulo central ancho y los 2 laterales muy pequeños. Los estambres están incluidos en el tubo de la corola, los inferiores más largos, con filamentos muy cortos y estigma bífido. Los frutos son esquizocarpos tetranuculares de mericarpos ovoideo-elipsoides y trigonas de 1,5-2 por 1mm, punteados, de color castaño obscuro-negruzco.

## Distribución
Es una especie nativa de Eurasia y norte de África, pero debido a la dispersión epizoócora de sus semillas —gracias a lo ganchos de los sépalos del cáliz al cual las núculas se quedan fijadas.—, su repartición geográfica actual es prácticamente cosmopolita, e incluso se ha vuelto invasora en ciertas regiones como, por ejemplo, el sur de Australia y Tasmania.

## Taxonomía
Marrubium vulgare fue descrito por Carlos Linneo y publicado en Species Plantarum, vol. 2, p. 583, 1753.
Sinonimia
- Prasium marrubium E.H.L.Krausein Sturm, nom. illeg.
- Marrubium album St.-Lag.
- Marrubium apulum'Ten.
- Marrubium ballotoides Boiss. & Balansa in Boiss.
- Marrubium germanicum Schrank ex Steud.
- Marrubium hamatum Kunth
- Marrubium uncinatum Stokes
- Marrubium vulgare subsp. apulum (Ten.) H.Lindb.
- Marrubium vulgare var. apulum (Ten.) K.Koch
- Marrubium vulgare var. caucasicum K.Koch
- Marrubium vulgare var. gossypinum Nábelek
- Marrubium vulgare var. lanatum Benth.
- Marrubium vulgare var. microphyllum Baguet
- Marrubium vulgare var. oligodon Rech.f.[6]

## Propiedades

### Principios activos
- Lactonas diterpénicas (principios amargos): marrubiína (1%);
- Otros diterpenos (marrubiol, peregrinol, vulgarol);
- Ácidos fenólicos (ácido marrubíico);
- Trazas de aceite esencial;
- Colina (sustancia básica existente en la bilis de muchos animales, que forma parte de las lecitinas y actúa como neurotransmisor);
- Taninos (2-3%);
- Sales minerales (hierro, potasio);
- Saponósidos;
- Flavonoides: apigenina, vitexina, luteolina.[7][8]

### Propiedades farmacológicas
- Los principios amargos le confieren propiedades como aperitivo, digestivo y balsámico (expectorante), acción sobre el árbol bronquial a la que contribuyen los saponósidos, además le confieren un efecto hipoglucemiante suave, antipirético y colerético (acción reforzada por los ácidos fenólicos).

- Las sales potásicas son responsables de su acción como diurético.

- Indicado para inapetencia, dispepsias hiposecretoras, disquinesias hepatobiliares. Bronquitis, asma, resfriados, gripe, estados en los que se requiera un aumento de la diuresis: afecciones genitourinarias (cistitis, ureteritis, uretritis, pielonefritis, oliguria, urolitiasis), hiperazotemia, hiperuricemia, hipertensión arterial, edemas, retención de líquidos.

- Infusión (se usan las hojas y las sumidades floridas): una cucharada de postre por taza. Infundir diez minutos. Tres tazas al día antes (como aperitivo), o después de las comidas.[7][8]

- Hervida con abundante sal para cicatrización de heridas de animales [cita requerida]

## Efectos adversos
- En altas concentraciones puede producir arritmias cardíacas, alteración del ciclo menstrual o producir aborto.
- Al reducir la tensión está contraindicado para quien tenga hipotensión.
- Sus principios amargos estimulan la secreción de ácido clorhídrico, por lo que se debe evitar en caso de gastritis o úlcera gastroduodenal.

## Nombres comunes
- Castellano: alcar, berrubio, berrumbí, camarruego (2), gallinera, hartolana de burro, hierba del colesterol, hierba virgen, hortelana, hortelana brava, hortelana de burro, hortelana de perro (2), hortelana romana (2), Juan rubio, juanrrubio, juanrubio (4), malroyo, malrrubio, malrub, malrubio (9), malrubí, malva de sapo (5), malva rubia, malvarrubia (2), malvarrubio, manroyo (2), manrrubio (4), manrubia, manrubio (27), manrubio blanco (5), manrubio infernal (2), manrubio margoso, manrubio negro, manrullo (2), manrulo, marrol, marroyo (2), marrubio (52), marrubio blanco (9), marrubio cano, marrubio común (4), marrubio negro, marrubio vulgar, marruebo, marrueco (2), marruego (2), marrullo (4), marrullu, marruyo (2), marubio, mastranzo borde, matroncho, matico, matujo, meaperros (2), menta de burro (7), menta de perro, monrois, monroyo, morruego (2), morrullu, mosqueros, murrión, ojo de gallo, palomera mayor (2), pelusilla (2), planta para el reúma, planta para las almorranas, polea, prasio, prasio blanco, praso, quitamocos, sonamocos, tamujo, té bravo, toronjil cuyano. Entre paréntesis, la frecuencia registrada del vocablo en España.[9]

## Galería

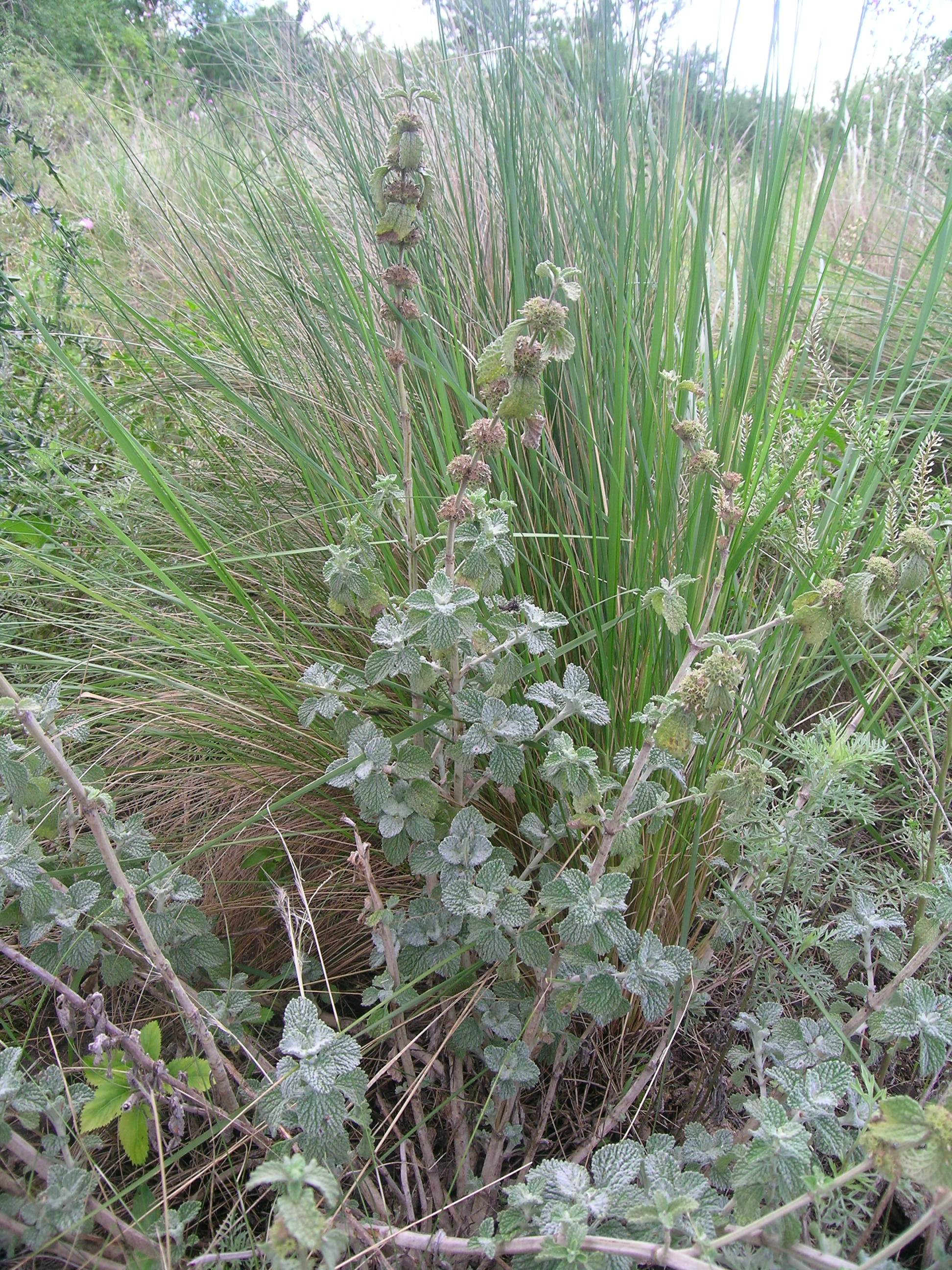
Marrubio salvaje
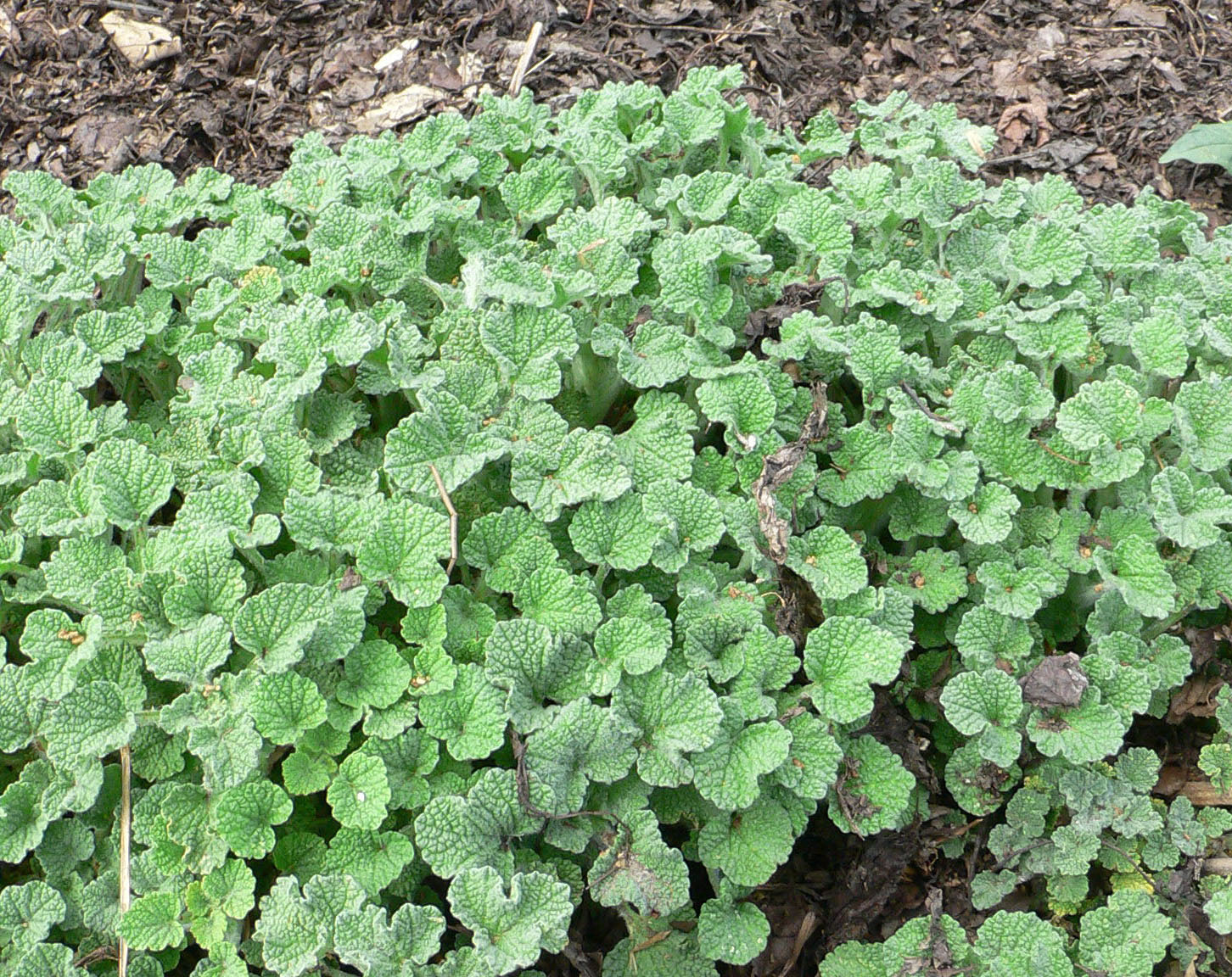
Plantas jóvenes
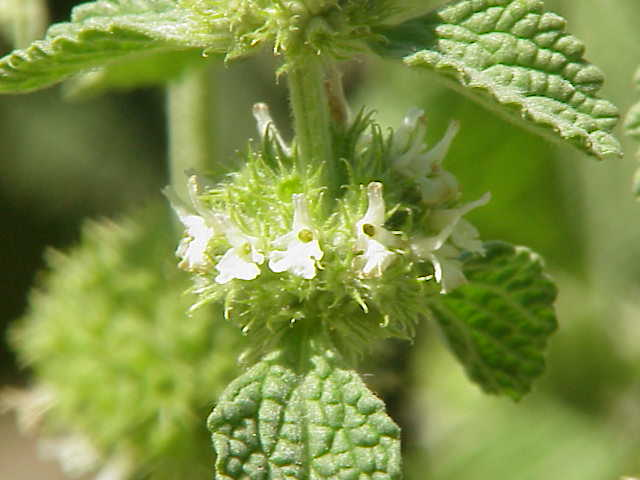
Flores
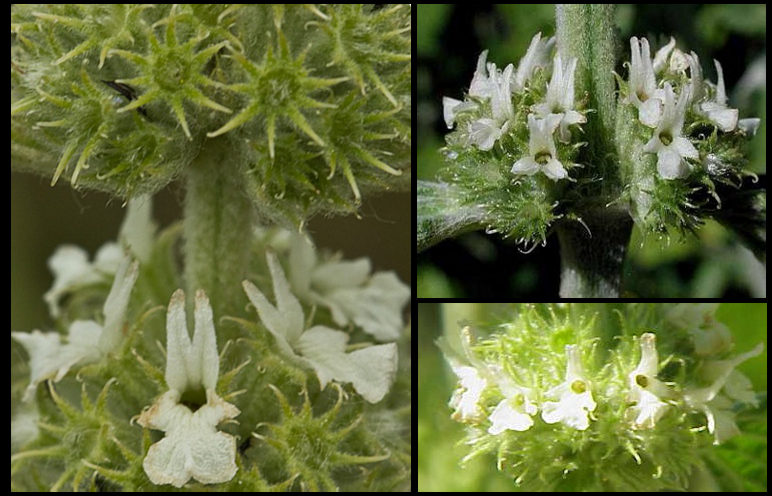
Flores (detalle)
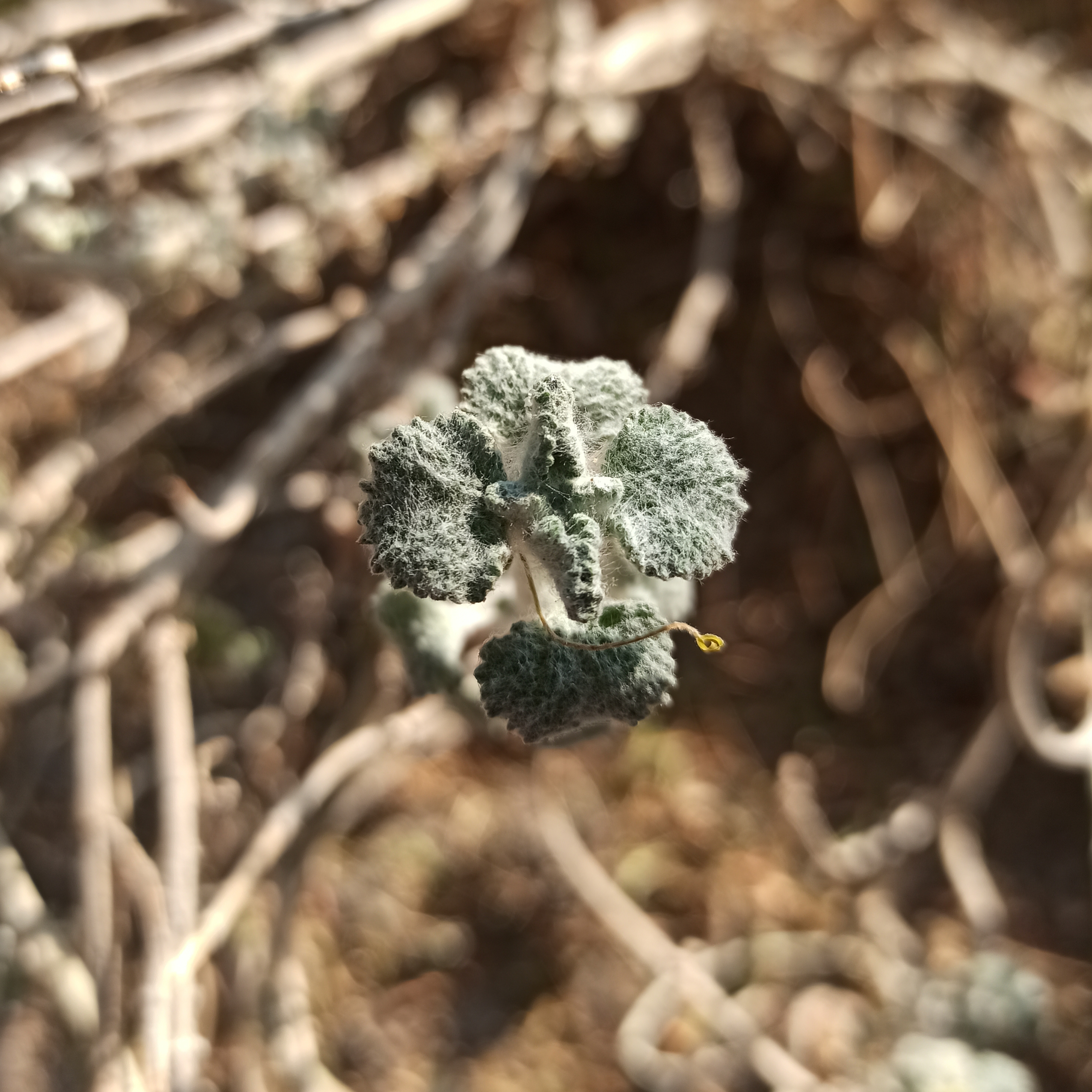
Hojas (detalle)